# IC 396
IC 396 — галактика типу S? (спіральна галактика) у сузір'ї Жираф.
Цей об'єкт міститься в оригінальній редакції індексного каталогу.